# Giulia Giacobbo
Giulia Giacobbo (Camposampiero, 30 maggio 2003) è una calciatrice italiana, centrocampista del Genoa.

## Carriera

### Cittadella e Florentia S.G.
Giulia Giacobbo nasce nelle giovanili maschili del Santa Croce, in Veneto, per poi passare nel 2016 al Fuori Le Mura. Qui viene inoltre selezionata per la rappresentativa regionale del Veneto al Torneo delle Regioni under 15.
Nel 2018 approda alle giovanili del Cittadella, esordendo in prima squadra in Serie B nel 2019, per poi trasferirsi nel 2020 all'età di 17 anni presso la Florentia San Gimignano, squadra che nel 2021 cede il titolo sportivo alla Sampdoria.
Il 4 ottobre 2020 esordisce in Serie A, nell'incontro perso dalla Florentia 1-0 contro la San Marino Academy.

### Fiorentina e prestiti a Napoli e Genoa
Nell'estate 2021 Giacobbo si accasa alla Fiorentina, disputando il campionato Primavera presso cui realizza 18 reti e contribuendo al secondo posto in classifica.
Nel corso del girone d'andata della stagione 2022-2023 Giulia scende in campo altre due volte in Serie A, questa volta con la prima squadra, salvo poi essere girata in prestito al Napoli, in Serie B, dove effettua 16 presenze e 3 reti, conquistando la promozione.
Il prestito alla società partenopea viene confermato anche per la stagione di Serie A 2023-2024, dove la mezzala diventa titolare e conquista la salvezza allo spareggio promozione-retrocessione contro la Ternana.
Il 18 luglio 2024 passa in prestito al Genoa, militante in Serie B. Segna la sua prima rete alla prima giornata di campionato, il 1º settembre, decidendo sul campo la gara contro la Vis Mediterranea (1-0); tuttavia il gol viene invalidato a fini statistici poiché la gara viene assegnata 3-0 a tavolino alle rossoblù (a causa dell'insufficiente numero di giocatrici formate convocate dalla squadra campana). Il 10 novembre 2024 torna a segnare, realizzando il primo gol nella vittoria per 2-0 del Genoa, in casa, contro il Cesena.
Il 13 luglio 2025 il club rossoblù ne annuncia il riscatto.

## Statistiche

### Presenze e reti nei club
Statistiche aggiornate al 15 maggio 2025.
| Stagione        | Squadra         | Campionato      | Campionato | Campionato | Coppe nazionali | Coppe nazionali | Coppe nazionali | Coppe continentali | Coppe continentali | Coppe continentali | Altre coppe | Altre coppe | Altre coppe | Totale | Totale |
| Stagione        | Squadra         | Comp            | Pres       | Reti       | Comp            | Pres            | Reti            | Comp               | Pres               | Reti               | Comp        | Pres        | Reti        | Pres   | Reti   |
| --------------- | --------------- | --------------- | ---------- | ---------- | --------------- | --------------- | --------------- | ------------------ | ------------------ | ------------------ | ----------- | ----------- | ----------- | ------ | ------ |
| 2020-2021       | Florentia S.G.  | A               | 1          | 0          | CI              | 0               | 0               |                    | -                  | -                  |             | -           | -           | 1      | 0      |
| 2022-gen. 2023  | Fiorentina      | A               | 2          | 0          | CI              | 1               | 0               |                    | -                  | -                  | -           | -           | -           | 3      | 0      |
| gen.-giu. 2023  | Napoli          | B               | 16         | 3          | CI              | 0               | 0               | -                  | -                  | -                  | -           | -           | -           | 16     | 3      |
| 2023-2024       | Napoli          | A               | 22+2       | 1          | CI              | 3               | 0               | -                  | -                  | -                  | -           | -           | -           | 27     | 1      |
| Totale Napoli   | Totale Napoli   | Totale Napoli   | 40         | 4          |                 | 3               | 0               |                    | -                  | -                  |             | -           | -           | 43     | 4      |
| 2024-2025       | Genoa           | B               | 28         | 3          | CI              | 1               | 0               | -                  | -                  | -                  | -           | -           | -           | 29     | 3      |
| 2025-2026       | Genoa           | A               | -          | -          | CI              | -               | -               |                    | -                  | -                  | AWC         | -           | -           | -      | -      |
| Totale Genoa    | Totale Genoa    | Totale Genoa    | 28         | 3          |                 | 1               | 0               |                    | -                  | -                  |             | -           | -           | 29     | 3      |
| Totale carriera | Totale carriera | Totale carriera | 71         | 7          |                 | 5               | 0               |                    | -                  | -                  |             | -           | -           | 76     | 7      |

## Palmarès

### Club
- Campionato italiano di Serie B: 1

Napoli: 2022-2023